# Los Populares de Italia Mañana
Los Populares de Italia Mañana (I Popolari di Italia Domani) (PID) fue pequeño partido político italiano democristiano, radicado principalmente en Sicilia.
PID fue creado el 28 de septiembre de 2010 por cinco diputados disidentes de la Unión de los Demócratas Cristianos y de Centro (UDC), que discrepaban del apoyo del partido al gobierno regional de Raffaele Lombardo y que el 29 de septiembre votaron a favor del voto de confianza en la Cámara de Diputados italiana a Silvio Berlusconi. Su líder era Francesco Saverio Romano, líder de UDC en Sicilia.
Esta escisión debilitó a UDC en Sicilia, bastión histórico del partido, cuando 7 de sus 10 diputados regionales siguieron Romano uniéndose al también escindido Movimiento por las Autonomías, partido de Lombardo. Con 8 diputados, PID era el quinto principal partido en la Asamblea Regional. Discretamente también recibió el apoyo de Salvatore Cuffaro, senador y expresidente de Sicilia, que se vio obligado a dejar la política en enero de 2011 debido a una condena de 7 años por delitos relacionados con la mafia. 
El 20 de octubre de 2010, en la Cámara de Diputados, PID formó un grupo junto con Nosotros el Sur (NS), dirigido por Luciano Sardelli. En marzo de 2011 Romano se nombrado ministro de Agricultura del gobierno de Berlusconi.
En las elecciones regionales de Sicilia de 2012 el partido se presentó como parte de una coalición denominada Obra Popular, logrando un 5,9% de los votos y 4 diputados regionales. 